# Kodeks woroniecki
Kodeks woroniecki (rum. Codicele Voronețean) – zabytek piśmiennictwa rumuńskiego, szesnastowieczny rękopis, zawierający niekompletny przekład na język rumuński kilku ksiąg Nowego Testamentu.
Kodeks składa się z 85 całych kart oraz fragmentu karty 86. Obejmuje część Dziejów Apostolskich (od Dz 18,14 do końca księgi), List Jakuba (w całości), 1. List św. Piotra (w całości) oraz 2. List św. Piotra (do 2 P 2,9). Tekst jest zdekompletowany, brakuje początkowej i końcowej części dokumentu oraz kilku kart ze środka kodeksu.
Rękopis odnalazł w 1871 r. w klasztorze Voroneț wraz z innymi starymi tekstami nauczyciel bukareszteńskiego liceum, Grigore Crețu. Dokument został podarowany bibliotece Akademii Rumuńskiej (gdzie znajduje się pod sygnaturą 448).
Wydanie drukowane kodeksu przygotował rumuński folklorysta i historyk literatury Ion G. Sbiera, publikując całość w zapisie cyrylickim oraz paralelnym tekstem łacińskim w 1885 r. Wydanie krytyczne tekstu, wraz z analizą filologiczną i językową, opublikowała w 1981 r. Mariana Costinescu.
Charakterystyczną cechą językową Kodeksu woronieckiego, jak również innych wczesnych przekładów biblijnych na język rumuński (np. Psałterza szkejańskiego), jest rotacyzm, czyli przechodzenie w rodzimych wyrazach interwokalicznej spółgłoski [n] w [r]. Zjawisko to wskazuje najprawdopodobniej północnorumuńskie (mołdawskie lub z północnego Siedmiogrodu) pochodzenie tekstu.